# Villarejo de Fuentes
Villarejo de Fuentes és un municipi de la província de Conca, a la comunitat autònoma de Castella-La Manxa.

## Demografia
| 1991 |  | 1996 |  | 2001 |  | 2004 |
| ---- |  | ---- |  | ---- |  | ---- |
| 915  |  | 838  |  | 744  |  | 727  |